# Сіднична кістка
Сіднична (сіднича) кістка (лат. os ischii) — кістка таза наземних хребетних.
У людини складається з тіла і двох гілок: верхньої і нижньої. На зовнішній поверхні гілок є сідничий горб, на який спирається людина під час сидіння. Вище сідничого горба є сіднича ость, що розділяє малу і велику сідничі вирізки, які утворюють відповідні сідничі отвори.
Гілки сідничої і лобкової кісток утворюють затульний отвір.